# Ryan Sessegnon
Kouassi Ryan Sessegnon (sinh ngày 18 tháng 5 năm 2000) là một cầu thủ bóng đá chuyên nghiệp người Anh, chơi ở vị trí hậu vệ cánh trái hoặc tiền vệ cánh trái cho câu lạc bộ Tottenham Hotspur và đội tuyển bóng đá U-21 Anh.
Sessegnon đã tạo ra bước đột phá trong sự nghiệp của mình khi được ra sân cho đội một Fulham năm 2016,khi mới 16 tuổi. Anh ngay lập tức trở thành cầu thủ đầu tiên sinh năm 2000 ghi bàn cho đội một Fulham ở giải đấu chuyên nghiệp nước Anh và là cầu thủ trẻ nhất ghi bàn ở giải hạng nhất Anh từ trước đến nay. Vào mùa giải 2017/18, Sessegnon đã giúp Fulham xuất sắc trở lại Ngoại Hạng Anh qua loạt trận play-off, anh ghi 15 bàn thắng và giành được nhiều giải thưởng cá nhân. Anh đã có tổng cộng 120 trận và 25 bàn cho Fulham, trước khi gia nhập Tottenham với mức phí 25 triệu bảng vào năm 2019.

## Tuổi thơ
Sessegnon sinh ra ở Roehampton, London và có một người anh em sinh đôi, Steven, hiện đang chơi cho Fulham.  Anh trai của họ, Chris, là một cầu thủ bóng đá bán chuyên. Ryan là anh em họ xa của cầu thủ Benani Stéphane Sessègnon.
Khi còn nhỏ, Ryan, cùng với anh trai Steven, chơi cho một câu lạc bộ ở địa phương là Wandgas FC. Năm 2008, khi mới 9 tuổi, cả hai đã ký hợp đồng với Fulham, và ban đầu đá cho đội U-9 Fulham. Ban đầu là Ryan một tiền đạo, anh được chuyển sang làm một hậu vệ trái khi anh được đánh giá là rất có tiềm năng ở vị trí này. Anh đã tâm sự Luke Shaw và Gareth Bale là các cầu thủ mà anh ngưỡng mộ khi còn bé, anh nói rằng 'Khi Shaw ở Southampton, anh ấy là một hậu vệ trái và tôi thích xem anh ấy dẫn bóng ở cánh, tạo cơ hội cho đồng đội và ghi bàn, vì vậy tôi nghĩ tôi cố gắng đạt được điều đó '.
Sessegnon theo học tại Trường nam sinh Coombe ở New Malden, London, gần sân tập Motspur Park của Fulham.  Với cả hai anh em trong đội, Coombe Boys đã giành chiến thắng trong cuộc thi dành cho giới trẻ tại ESFA PlayStation School 'Cup trong cả năm 2014 và 2015,  Ryan ghi hai bàn trong trận chung kết năm 2015. Đến mùa 2015/2016, Sessegnon đã được ra sân thường xuyên cho đội U-18 Fulham, mặc dù chỉ mới 15 tuổi.

## Sự nghiệp câu lạc bộ

### Fulham

#### Mùa giải 2016/2017
Sau khi bắt đầu tập luyện với đội một, chỉ mới 15 tuổi, vào tháng 3 năm 2016,  Sessegnon đã được điền tên vào danh sách đăng ký của đội một bởi huấn luyện viên của Fulham năm đó là Slavisa Jokanovic cho mùa giải 2016/2017.  Anh đã ghi bàn thắng đầu tiên cho đội một vào ngày 19 tháng 7 trong chiến thắng 3-0 ở trận giao hữu với Brighton & Hove Albion.
Vào ngày 9 tháng 8, Sessegnon có trận ra mắt đội một trong trận đấu EFL Cup với Leyton Orient ở tuổi 16 và 81 ngày.  Vào ngày 16 tháng 8, anh ra mắt giải hạng nhất trong trận hòa 1-1 với Leeds United. Vào ngày 20 tháng 8, anh đã ghi bàn thắng chuyên nghiệp đầu tiên trong trận đấu với Cardiff City, trở thành cầu thủ đầu tiên sinh năm 2000 ghi bàn của Fulham ở giải hạng nhất Anh và là cầu thủ trẻ nhất ghi bàn trong một trận đấu ở giải hạng nhất Anh từ trước đến nay.  Anh ấy đã ghi bàn trong trận đấu ra mất FA Cup của mình, trận đấu với Cardiff, vào ngày 8 tháng 1, trở thành một trong những tay săn bàn trẻ nhất trong lịch sử nước Anh.
Vào ngày 11 tháng 3, Sessegnon đã ghi cú đúp trong trận đấu trên sân khách trước Newcastle United,  và được cựu cầu thủ Newcastle, Alan Shearer, ca ngợi màn trình diễn của anh là "xuất sắc".  Tổng cộng, Sessegnon đã có 30 lần ra sân trên tất cả các mặt trận, bao gồm cả trận bán kết lượt về với Reading,  ghi được bảy bàn thắng, và được ghi tên vào Đội hình tiêu biểu PFA của năm, và là cầu thủ trẻ nhất từng được vinh danh.
Truyền thông càng quan tâm đến Sessegnon khi mùa đầu tiên của anh quá tuyệt vời. Vào tháng 2 năm 2017, tờ báo La Gazzetta dello Sport của Ý đã xếp Sessegnon là một trong 30 cầu thủ dưới 20 tuổi hàng đầu châu Âu,  trong khi vào tháng 5 năm 2017, Sports Illustrated đã gọi anh là cầu thủ dưới 20 tuổi hay nhất trên thế giới.  Tiền đạo Fulham Neeskens Kebano gọi anh là "tương lai của bóng đá Anh",  với đồng đội Stefan Johansen nói rằng "chắc chắn 99% anh sẽ là một trong những hậu vệ cánh trái hàng đầu thế giới".
Khi kỳ chuyển nhượng mùa hè đến gần, sự quan tâm đã được gửi đến từ nhiều câu lạc bộ Ngoại Hạng Anh, bao gồm Everton, Liverpool và Manchester United, cũng như ở Bundesliga là Bayern Munich và RB Leipzig, nhưng Sessegnon có một khoản phí bồi thường trị giá 2 triệu bảng  vì các quy tắc của Liên đoàn bóng đá là anh không thể ký các điều khoản chuyên nghiệp cho đến sinh nhật thứ 17 vào ngày 18 tháng 5 năm 2017. Tuy nhiên, vào ngày 28 tháng 6 năm 2017, Sessegnon đã thông báo đã ký hợp đồng chuyên nghiệp đầu tiên với Fulham, cam kết anh ấy đến câu lạc bộ cho đến năm 2020.  Sessegnon đã trích dẫn khả năng được ra sân thường xuyên ở đội một là lý do để tiếp tục chơi cho Fulham của anh, anh nói: "Cuối mùa tôi có rất nhiều cơ hội ra sân nên tôi muốn tiếp tục điều đó. Khi bạn còn trẻ, bạn chỉ muốn chơi nhiều trận nhất có thể. "

#### Mùa giải 2017/2018
Vào ngày 28 tháng 7 năm 2017, Fulham tuyên bố Sessegnon sẽ mặc áo số 3, chuyển từ số 30 trước đó.  Anh đã ghi bàn thắng đầu tiên của mùa giải trong trận hòa 1-1 với Cardiff vào ngày 9 tháng 9.  Vào tháng 11 năm 2017, FourFourTwo đã đưa Sessegnon vào danh sách 100 cầu thủ trẻ xuất sắc nhất thế giới của họ, so sánh anh với Ashley Cole và David Alaba. Vào ngày 21 tháng 11 năm 2017, Sessegnon đã đánh dấu lần xuất hiện thứ 50 của mình cho Fulham bằng cách lập hat-trick đầu tiên trong sự nghiệp ở chiến thắng 5-4 trước Sheffield United  và trở thành cầu thủ mười bảy tuổi đầu tiên lập hat-trick trong hệ thống bốn giải đấu nước Anh từ khi Dele Alli làm được vào năm 2014. Sau khi ghi được sáu bàn thắng vào tháng 1 năm 2018, trước Ipswich Town, Burton Albion và Barnsley, Sessegnon được điền tên vào PFA  và là cầu thủ xuất sắc nhất tháng. Vào ngày 19 tháng 2, Sessegnon được chọn đứng thứ mười trong top cầu thủ dưới 20 triển vọng nhất châu Âu. Sessegnon nổi bật trong danh sách của CIES với thủ môn Milan Gianluigi Donnarumma nổi bật ở vị trí số 1 và tiền đạo Kylian Mbappé của Paris Saint-Germain ở vị trí thứ 3. Cuối tháng 3, Sessegnon lọt vào top 50 trong Bảng xếp hạng "Cầu thủ trẻ xuất sắc nhất năm" (NxGn 2018).
Vào tháng 4 năm 2018, anh đã được đề cử cho giải thưởng Cầu thủ xuất sắc nhất mùa của EFL và Cầu thủ trẻ xuất sắc nhất mùa.  Anh cũng trở thành cầu thủ giải hạng nhất đầu tiên được đề cử cho giải thưởng cầu thủ trẻ xuất sắc nhất năm của PFA. Vào ngày 15 tháng 4, Sessegnon đã giành được năm giải thưởng chưa từng có khi anh được vinh danh là Cầu thủ vô địch của mùa giải, cầu thủ trẻ của mùa giải, cầu thủ trẻ của năm và được ghi tên trong đội hình xuất sắc của mùa giải và đội hình tài năng trẻ xuất sắc các câu lạc bộ EFL. 

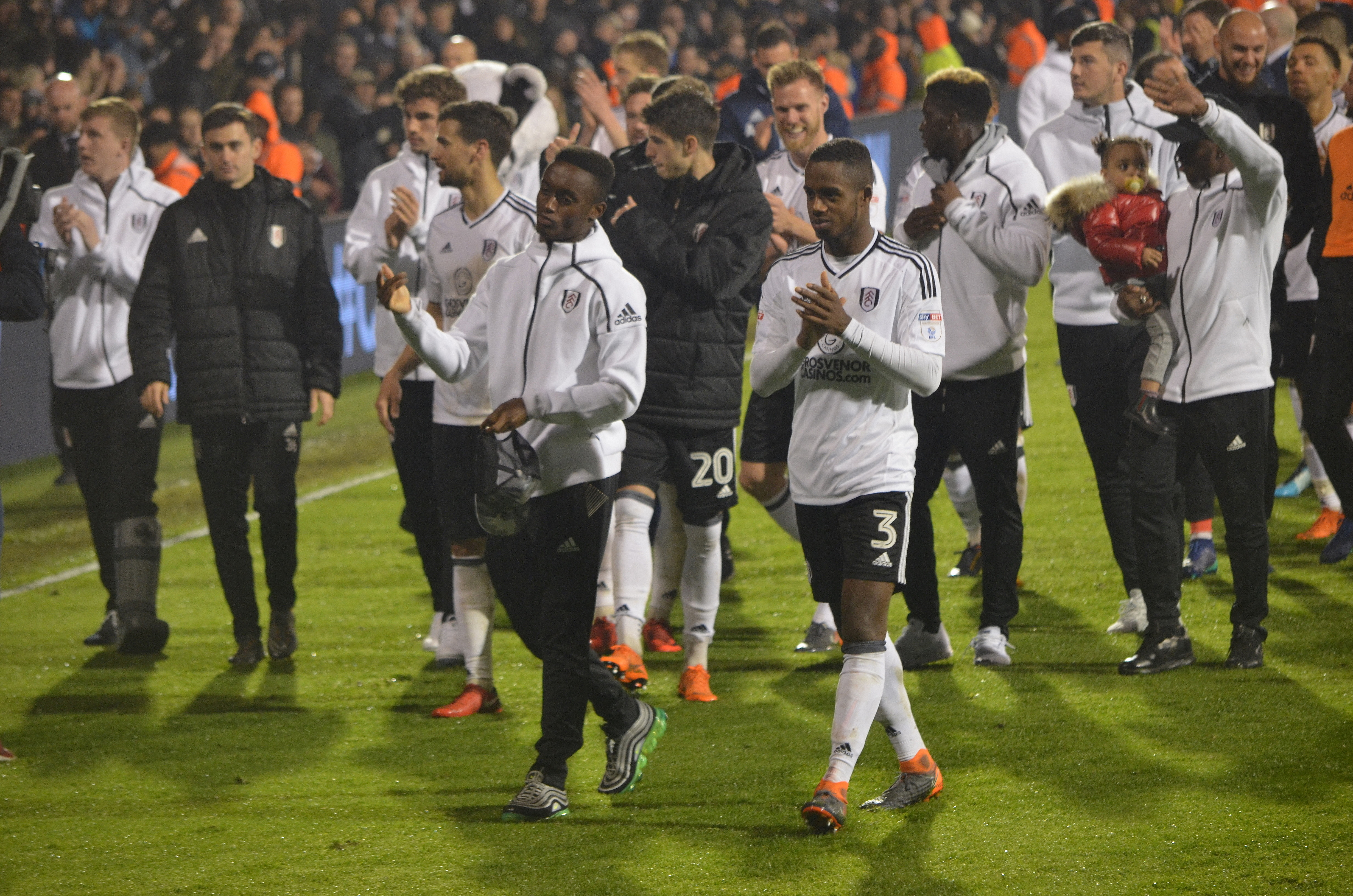
Ryan Sessegnon và Steven Sessegnon trong màu áo Fulham

Fulham kết thúc mùa giải ở vị trí thứ ba, cho phép họ đá vòng play-off, nơi Sessegnon giúp đội bóng của anh được chơi trận chung kết play-off khi ghi bàn thắng mở tỷ số và kiến tạo bàn thắng trong trận bán kết trận lượt về với Derby County.  Vào ngày 26 tháng 5, Sessegnon kiến tạo bàn thắng ở phút thứ 23 của Tom Cairney trong chiến thắng 1-0 trước Aston Villa trong trận chung kết play-off Championship tại Wembley để giúp Fulham được lên chơi ở Ngoại Hạng Anh.

#### Mùa giải 2018/2019
Sessegnon ra sân lần đầu tại Ngoại Hạng Anh vào ngày 11 tháng 8 năm 2018, ngày khai mạc của giải, trong trận thua 2-0 trên sân nhà trước Crystal Palace. Vào ngày 20 tháng 10, anh đã ghi bàn thắng đầu tiên tại Premier League trong trận thua 4-2 trước Cardiff City, trở thành cầu thủ đầu tiên sinh năm 2000 ghi bàn tại giải. Anh ra sân lần thứ 100 cho câu lạc bộ vào ngày 8 tháng 12, trong trận thua 4-1 trước Manchester United.
Tháng 3 năm 2019, Sessegnon được bình chọn vào Bảng xếp hạng "Cầu thủ trẻ xuất sắc nhất năm" (NxGn 2019), đứng ở vị trí thứ 11.
Vào ngày 2 tháng 4 năm 2019, Fulham đã bị rớt hạng sau thất bại 4-1 trước Watford.

### Tottenham Hotspur
Vào ngày 8 tháng 8 năm 2019, Sessegnon đã ký hợp đồng năm năm với Tottenham Hotspur, với tùy chọn gia hạn thêm một năm. Thỏa thuận trị giá 25 triệu bảng, và ngược lại Josh Onomah chuyển đến Fulham.

## Sự nghiệp Quốc tế
Năm 2016, Sessegnon đã chơi cho đội U-17 Anh tại Euro U17. Anh đã ghi bàn thắng đầu tiên cho đội U19 Anh trong trận gặp Luxembourg tại vòng loại Giải vô địch U19 châu Âu vào ngày 10 tháng 11 năm 2016, ghi bàn thắng thứ hai trong chiến thắng 2-0.
Vào ngày 26 tháng 6 năm 2017, Sessegnon đã có tên trong đội hình 18 cầu thủ cuối cùng cho vòng chung kết Euro U19.  Anh tiếp tục ghi ba bàn, trong đó có hai bàn trong chiến thắng 4-1 trước Đức, kết thúc giải đấu là lần đầu tiên Anh lên ngôi vô địch. Sau đó, anh được đưa vào đội hình tiêu biểu của giải đấu.
Ở tuổi 17, Sessegnon có trận ra mắt cho đội U21 Anh vào ngày 27 tháng 3 năm 2018, bắt đầu trong chiến thắng vòng loại Giải vô địch U21 châu Âu 2-1 trước Ukraine.
Vào ngày 27 tháng 5 năm 2019, Sessegnon đã được đưa vào đội hình 23 cầu thủ của Anh cho Giải vô địch U21 châu Âu UEFA 2019.

## Thống kê sự nghiệp
Kể từ trận đấu diễn ra ngày 12 tháng 5 năm 2019
| Câu lạc bộ          | Mùa giải            | Giải đấu            | Giải đấu | Giải đấu | Cúp FA | Cúp FA | Cúp EFL | Cúp EFL | Khác | Khác | Toàn bộ | Toàn bộ |
| Câu lạc bộ          | Mùa giải            | Hạng                | Trận     | Bàn      | Trận   | Bàn    | Trận    | Bàn     | Trận | Bàn  | Trận    | Bàn     |
| ------------------- | ------------------- | ------------------- | -------- | -------- | ------ | ------ | ------- | ------- | ---- | ---- | ------- | ------- |
| Fulham              | 2016-17             | Championship        | 25       | 5        | 3      | 2      | 1       | 0       | 1    | 0    | 30      | 7       |
| Fulham              | 2017-18             | Championship        | 46       | 15       | 1      | 0      | 2       | 0       | 3    | 1    | 52      | 16      |
| Fulham              | 2018-19             | Premier League      | 35       | 2        | 1      | 0      | 2       | 0       | -    | -    | 38      | 2       |
| Tổng cộng sự nghiệp | Tổng cộng sự nghiệp | Tổng cộng sự nghiệp | 106      | 22       | 5      | 2      | 5       | 0       | 4    | 1    | 120     | 25      |

## Danh hiệu

#### Fulham
Vòng play-off EFL Championship: 2018

#### U19 Anh
Giải vô địch U19 châu Âu của UEFA: 2017

#### Cá nhân
- Đội PFA của năm: Giải hạng nhất Anh 2016/2017, 2017/2018
- Cầu thủ xuất sắc nhất tháng của PFA: Tháng 1 năm 2018
- Cầu thủ xuất sắc nhất tháng của EFL: Tháng 1 năm 2018
- Đội vô địch giải U19 châu Âu của UEFA: 2017
- Cầu thủ trẻ xuất sắc giải vô địch LFE của năm: 2017/2018